# 641

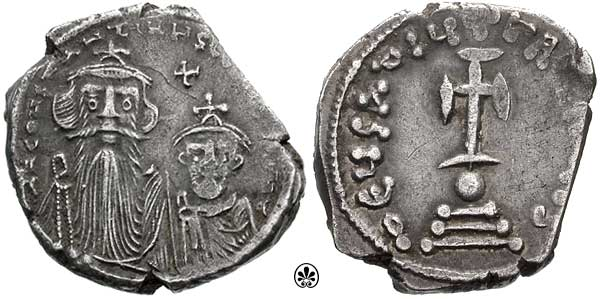
Keizer Constans II (630 - 668)

Het jaar 641 is het 41e jaar in de 7e eeuw volgens de christelijke jaartelling.

## Gebeurtenissen

### Byzantijnse Rijk
- 11 februari - Keizer Herakleios overlijdt in Constantinopel aan longoedeem (opeenhoping van vocht) na een regeerperiode van bijna 31 jaar. Hij wordt opgevolgd door zijn zonen Constantijn III en Heraklonas.
- 25 mei - Constantijn III, oudste zoon van Herakleios, overlijdt waarschijnlijk aan tuberculose na een regeerperiode van vier maanden en wordt opgevolgd door zijn jongere halfbroer Heraklonas.
- Heraklonas wordt gedwongen zijn neef Constans II als medekeizer te accepteren. Hij wordt later in een opstand door aanhangers van Constans afgezet, verminkt en verbannen naar Rhodos.
- De 11-jarige Constans II wordt, onder de voogdij van de Senaat, tot keizer uitgeroepen. Hij reorganiseert het Byzantijnse leger en handhaaft de grens langs het Taurusgebergte (Zuid-Turkije).

### Europa
- Erchinoald, neef van de moederszijde van Dagobert I, volgt Aega op als hofmeier van Neustrië. Hij adviseert de jonge koning Clovis II (4 jaar oud) in het regeren van het Frankische koninkrijk.
- Arechis I, hertog van Benevento (Zuid-Italië), sterft na een regeerperiode van 50 jaar. Hij wordt opgevolgd door zijn zoon Aiulf I die zijn machtspolitiek consolideert in het Longobardische Rijk.

### Arabische Rijk
- Byzantijns-Arabische Oorlog: Het Arabische leger verovert Alexandrië na een belegering van negen maanden. Byzantijns Egypte en Syrië worden ingelijfd bij het Rashidun-kalifaat.
- De Arabieren stichten Fustat, het latere Caïro. Het wordt de eerste hoofdstad in Egypte onder islamitische heerschappij.

### Azië
- 17 november - Keizer Jomei van Japan overlijdt na een regeerperiode van 12 jaar.

## Geboren
- Asparoech, heerser (khan) van het Bulgaarse Rijk (waarschijnlijke datum)

## Overleden
- 11 februari - Herakleios (65), keizer van het Byzantijnse Rijk
- 25 mei - Constantijn III (29), keizer van het Byzantijnse Rijk
- 17 november - Jomei (48), keizer van Japan
- Aega, hofmeier van Neustrië en Bourgondië (of 642)
- Arechis I, hertog van Benevento (Zuid-Italië)
- Bilaal ibn Rabaah', metgezel van Mohammed